# Jabłonówka (Białoruś)
Jabłonówka (biał. Яблонаўка, Jabłonauka; ros. Яблоновка, Jabłonowka) – wieś na Białorusi, w obwodzie mińskim, w rejonie stołpeckim, w sielsowiecie Zajamno, w pobliżu węzła drogi magistralnej M1 z drogą republikańską R2.

## Historia
W dwudziestoleciu międzywojennym leżała w Polsce, w województwie nowogródzkim, w powiecie stołpeckim, do 1 kwietnia 1927 w gminie Zasule, następnie w gminie Stołpce. W 1921 miejscowość liczyła 83 mieszkańców, zamieszkałych w 16 budynkach, wyłącznie Białorusinów wyznania prawosławnego.
Po II wojnie światowej w granicach Związku Sowieckiego. Od 1991 w niepodległej Białorusi.